# Éparchie de New Westminster des Ukrainiens
Pour les articles homonymes, voir New Westminster (homonymie).
L'éparchie de New Westminster (en ukrainien : Нью-Вестмінстерська єпархія) est une éparchie de l'Église grecque-catholique ukrainienne couvrant la province canadienne de la Colombie-Britannique. Elle est de rite byzantin.

## Histoire
L'éparchie ukrainienne de New Westminster a été érigée le 27 juin 1974. Avant cela, le territoire était couvert par l'éparchie ukrainienne d'Edmonton.

## Ordinaires
- Jeronim Isidore Chimy (uk) (1974-1992)
- Severian Stefan Yakymyshyn (uk) (1995-2007)
- Kenneth Nowakowski (2007-2020)
  - (2020-2023) : David Motiuk, éparque d'Edmonton, administrateur apostolique
- Michael Kwiatkowski (en) (2023- )